# LBPP-100
LBPP-100 (Lotnicza Bomba Paliwowo-Powietrzna o wagomiarze 100 kg) – polska lotnicza bomba paliwowo-powietrzna pokazana po raz pierwszy publicznie w 1998 roku podczas VI Międzynarodowego Salonu Przemysłu Obronnego w Kielcach.
Łódzki „Prexer Project” zaprezentował skonstruowaną 10 lat wcześniej bombę LBPP-100 o kryptonimie „Teisy”, która znajduje się na uzbrojeniu jednostek uderzeniowych Sił Powietrznych RP wyposażonych w samoloty szturmowe Su-22.